# Mary Meigs
Mary Meigs (27 de abril de 1917 – 15 de noviembre de 2002) fue una pintora y escritora estadounidense.

## Biografía
Meigs nació en Filadelfia, hija de Edward Browning Meigs y Margaret Wister Meigs, y creció en Washington D. C. Su tatarabuelo fue el obstetra Dr. Charles Delucena Meigs, y su tío bisabuelo fue el General de División Montgomery C. Meigs, Intendente General del Ejército de los Estados Unidos durante la Guerra de secesión estadounidense. Estudió en el Bryn Mawr College, donde se graduó en 1939, y posteriormente enseñó literatura inglesa y escritura creativa en ese centro. Sirvió en el cuerpo de WAVES de la Marina de los Estados Unidos durante la Segunda Guerra Mundial.
Posteriormente estudió arte la ciudad de Nueva York y realizó su primera exposición de pintura en 1950.
Abiertamente lesbiana, Meigs conoció a la escritora Barbara Deming en 1954. Deming y Meigs se convirtieron en pareja y se mudaron a Wellfleet (Massachusetts), donde se unieron a un círculo artístico de Cape Cod que incluía al pintor abstracto Mark Rothko, al crítico Edmund Wilson y a la escritora Mary McCarthy.
En 1963, Wilson presentó a Meigs a Marie-Claire Blais, una escritora de Quebec que entabló una relación sentimental con Meigs y Deming. Las tres mujeres vivieron juntas durante seis años. Meigs y Deming se distanciaron, y en 1972 Meigs y Blais se trasladaron a Bretaña. La pareja regresó a Montreal en 1976, donde Meigs pasó el resto de su vida.

## Obra y vida posterior
En la década de 1970, Meigs se dedicó a escribir y publicó libros como Lily Briscoe: A Self-Portrait (1981), The Medusa Head (1983) y The Box Closet (1987). Además de escribir, se convirtió en una destacada portavoz en Canadá de los derechos de lesbianas, feministas y personas ancianas. Murió en Montreal en 2002, tras una serie de accidentes cerebrovasculares.
Meigs contribuyó decisivamente a administrar y apoyar The Money for Women Fund, fundado por Barbara Deming para apoyar el trabajo de artistas feministas. Tras la muerte de Deming en 1984, la organización pasó a llamarse Barbara Deming Memorial Fund. En la actualidad, la fundación es la «agencia de subvenciones feministas en curso más antigua» que «ofrece apoyo y subvenciones a feministas individuales en las artes (escritoras y artistas visuales)».

## Representaciones
La novela de Mary McCarthy A Charmed Life (1955) describe a Meigs como «Dolly Lamb», una artista aburrida cuyos cuadros estaban «abarrotados de preciosismo y manierismo».
En 1990, Meigs apareció en la película documental canadiense The Company of Strangers. En 1991 publicó un libro sobre su experiencia en el rodaje de la película, In the Company of Strangers (En compañía de extraños).